# Vicalloy
Vicalloy jsou feromagnetické slitiny kobaltu, železa a vanadu s vysokou magnetickou koercitivitou. Tento typ slitiny našel své uplatnění při výrobě permanentních magnetů a magnetických komponentů. Slitina je tvořena přibližně 52 % kobaltu, 10 % vanadu a 38 % železa.  Tento materiál pochází z Bellových laboratoří. Díky svým vlastnostem jak feromagnetickým, tak díky možnosti tvářet jej za studena byl používán při výrobě wiegandových drátů.